# Fasting girl

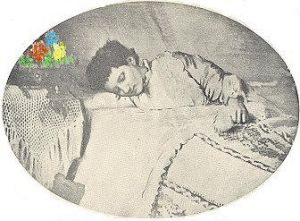
Mollie Fancher, jeûneuse connue sous le surnom de « L'énigme de Brooklyn ».

On désigne sous le nom de fasting girl (littéralement « fille qui jeûne » ou « jeûneuse ») plusieurs jeunes filles de l'ère victorienne, généralement pré-adolescentes, affirmant être capables de survivre en ne consommant aucune nourriture pendant de très longues périodes. En plus de leur jeûne, ces jeunes filles affirmaient posséder des pouvoirs mystiques.

## Interprétations
Le pouvoir de survivre malgré un jeûne absolu (inédie) a été attribué à plusieurs saints catholiques du Moyen Âge comme Catherine de Sienne ou Lidwine de Schiedam, et était considéré comme un miracle et un signe de sainteté. À la fin du XIXe siècle, de nombreux cas de fasting girls ont été rapportés et considérés par les croyants comme miraculeux.
Dans certains cas, les jeûneuses présentaient aussi des stigmates. Des médecins ayant examiné le phénomène comme William Alexander Hammond affirment qu'il s'agit de fraude et d'hystérie. L'historienne Joan Jacobs Brumberg considère le phénomène comme un exemple ancien d'anorexie mentale,.

## Fasting girlsnotables

### Mollie Fancher
Mary J. Fancher dite « Mollie » (1848 - 1916), surnommée « l'énigme de Brooklyn » (« Brooklyn Enigma »), était connue pour ne rien manger ou très peu pendant de très longues périodes. Mollie était scolarisée dans une école réputée, et selon tous les témoignages, était une excellente élève. À l'âge de 16 ans, on lui diagnostique une dyspepsie. Vers l'âge de 19 ans, des témoignages rapportent qu'elle a jeûné pendant sept semaines.
C'est après deux accidents, en 1864 et 1865, que Mollie Fancher devient célèbre pour son jeûne. Ces accidents l'ont privée de la vue, du toucher, du goût et de l'odorat. Elle affirme alors avoir des pouvoirs, comme prédire les évènements ou lire sans voir.
À la fin des années 1870, elle affirme n'avoir pratiquement rien mangé pendant plusieurs mois. Ses allégations de jeûne durent quatorze ans. Des médecins et d'autres personnes commencent à questionner la réalité de son jeûne et de ses pouvoirs, et demandent que des tests soient conduits pour s'assurer de leur réalité. Ces vérifications ne sont jamais faites, et Mollie Fancher décède en février 1916,.

### Sarah Jacob

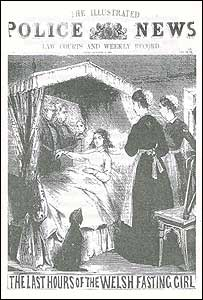
Les derniers moments de Sarah Jacob vus par le journal Illustrated Police News.

Le cas de Sarah Jacob a été rendu célèbre car il a mené à un décès et plusieurs arrestations. Sarah Jacob (12 mai 1857 - 17 décembre 1869), surnommée la « jeûneuse de Galles » (« Welsh fasting girl »), affirme ne rien avoir mangé depuis l'âge de dix ans. Un prêtre local, initialement sceptique, devient convaincu qu'il s'agit d'un miracle authentique, et Sarah Jacob devient célèbre, recevant des donations de personnes croyant au miracle.
Les médecins deviennent de plus en plus méfiants devant le cas de Sarah Jacob, et proposent qu'elle soit surveillée en milieu hospitalier pour vérifier l'authenticité de son jeûne. En 1869, ses parents acceptent qu'un test soit effectué sous la surveillance des infirmières du Guy's Hospital de Southwark. Les infirmières ont ordre de ne pas lui refuser de nourriture si elle en demande, mais d'observer et de noter tout ce qu'elle mange. Au bout de deux semaines, Sarah Jacob commence à montrer des signes évidents de dénutrition.
Le prêtre informe alors ses parents de la situation, et demande que les infirmières soient renvoyées et que Sarah Jacob soit nourrie. Les parents refusent, et persistent à refuser même après avoir été informés que leur fille est mourante, affirmant qu'elle a déjà souvent été vue dans cet état et qu'il n'a rien à voir avec le manque de nourriture. Quelques jours plus tard, Sarah Jacob meurt d'inanition. On découvre ensuite qu'elle consommait en fait de petites quantités de nourriture en cachette, ce qu'elle ne pouvait plus faire sous contrôle médical,,. Ses parents sont arrêtés pour homicide involontaire et condamnés aux travaux forcés.

### Autres cas
En 1881 dans le New Jersey, Lenora Eaton est décrite par des concitoyens dignes de confiance comme quelqu'un qui « vit sans manger ». Elle est également considérée comme « une personne spéciale et un symbole de foi dans les miracles ». Lorsque ces allégations sont vérifiées et des médecins lui sont envoyés, Lenora Eaton continue de refuser de manger, et meurt quarante-cinq jours plus tard.
En 1889, le Boston Globe rapporte un cas de jeûne frauduleux. La doctoresse Mary Edwards Walker y indique que Josephine Marie Bedard, jeûneuse connue sous le surnom de « la fille de Tingwick » (« Tingwick girl »), était une tricheuse. Elle indique comment elle l'a découvert : « À l'hôtel, j'ai fouillé ses vêtements, et j'ai trouvé dans une de ses poches un donut avec un bout mordu (...) Le jour du jeûne, je me suis fait servir un déjeuner (...) j'ai laissé une assiette avec trois morceaux de pommes de terre frites dessus. Je suis partie et un des morceaux a disparu (...) quand je suis revenue, Josephine portait un mouchoir à sa bouche. » Interrogée pour savoir si c'était sa seule preuve, elle ajoute « quand je l'ai accusée, elle a craqué et pleuré ».
À cause de l'ampleur du phénomène des fasting girls pendant l'époque victorienne, de nombreuses entreprises et des individus ont voulu les exhiber, dans des cirques humains et des freak shows alors très populaires. Dans le cas de Josephine Marie Bedard, deux entreprises de Boston, Nickelodeon and Stone et le Shaw's Museum, se sont livré une bataille juridique pour le droit de la montrer au public. Cependant, même en étant utilisé dans un but commercial, le phénomène faisait l'objet d'une étude scientifique et médicale.